# 예당중학교 (전남)
예당중학교(禮堂中學校)는 대한민국 전라남도 보성군 득량면 예당리에 있는 사립 중학교이다.

## 학교 연혁
- 1952년 4월 1일 : 농공기술학교 개교
- 1956년 5월 30일 : 인명학원 설립인가(문보 제1021호)
- 1957년 4월 3일 : 예당중학교 개교
- 1957년 4월 3일 : 초대 교장 이용옥 선생 취임
- 2023년 9월 1일 : 제13대 교장 최미순 선생 취임
- 2025년 1월 10일 : 제68회 졸업생 18명(졸업생 총수 7,738명)

## 참고 자료
- 예당중학교 - 한국교육학술정보원 학교알리미